# Onthophagus sticticus
Onthophagus sticticus es una especie de insecto del género Onthophagus, familia Scarabaeidae, orden Coleoptera.
Fue descrita científicamente por Harold en 1867.